# R显带
中期染色体在磷酸盐缓冲液中经高温处理，然后用吖啶橙显带（吖啶橙荧光R带，RFA）或吉姆萨显带（即热处理吉姆萨R带，RHG）。其显示的人类染色体带型与Q带或G带相反，异染色质区如染色体的，一般在Q带或G显带中深染，常染色质区浅染，而R带则异染色质区一般浅染，常染色质区深染。其他R显带的方法包括用chromomycin A3或olivomycin等荧光素染色，或在细胞周期的合成期（S期）将胸腺嘧啶类似物溴尿嘧啶 （Bromouracil）渗入新复制的DNA，然后经吉姆萨或荧光素染色也可显示R带。